# دارن چیاکیا
دارن چیاکیا (انگلیسی: Darren Chiacchia؛ زادهٔ ۱۸ سپتامبر ۱۹۶۴) ورزشکار اهل ایالات متحده آمریکا است.
وی در مسابقات کشوری و بین‌المللی در مجموع برندهٔ ۱ مدال برنز شده‌است.